# Gaston Ariën
Gaston Ariën (Antwerpen, 6 april 1907 – Wilrijk, 5 juni 1988)  was een Vlaams impresario, organisator van theater- en muziekevenementen en filmregisseur. Hij speelde in de 20e eeuw een belangrijke rol in het Antwerpse theater- en muziekleven en stichtte in 1955 de Philharmonie van Antwerpen, thans Antwerp Symphony Orchestra.

## Levensloop
Ariën studeerde muziek en piano aan het Koninklijk Vlaams Conservatorium in Antwerpen. Hij dirigeerde daarna een tijdlang een orkestje in het toenmalige Century Hotel op de De Keyserlei.  Al vlug begon hij echter een eigen impresariaat en concertbureau, het Office International de Concerts et Spectacles (ook wel genoemd Les Spectacles Gaston Ariën, het Office Artistique Gaston Ariën of het Internationaal Concertbureau). Ariën was toen 21 jaar en bleef er directeur tot in 1981. Het bureau bestaat nog steeds (2008) en heet nu naar zijn stichter Ariën, Arts & Music Management.
Ariën organiseerde concerten, toneelvoorstellingen en operettes en haalde talentvolle buitenlandse artiesten en gezelschappen naar België. Hij behartigde in Antwerpen ook de zaken van het Brusselse concertbureau van Antoine Ysaÿe, zoon van de bekende violist Eugène Ysaÿe.  Ariën vertegenwoordigde voor België en de Benelux ook het Parijse bureau van de Rus Anatole Heller. Zo organiseerde hij veel internationale producties in België en Nederland. Ariën was ook actief in de Association Européenne des Agents Artistiques (AEAA), een internationale beroepsvereniging waarvan hij een tijdlang voorzitter was.
Ariën vertaalde Duitse operette’s in het Nederlands. Onder het pseudoniem Arthus Nelis schreef hij tijdens de Tweede Wereldoorlog samen met Hendrik Gonnissen een aantal revues die werden opgevoerd in de Empire-schouwburg in de Appelmansstraat in Antwerpen. Daar produceerde hij in 1932 zijn Vlaamse versie van ‘’Im weissen Rössl’’ van Ralph Benatzky met de Nederlandse zanger Johannes Heesters. Het werd een van Ariëns eerste publiekssuccessen. Er volgen er nog vele andere spektakels, ook in de andere toenmalige Antwerpse theaters zoals de Hippodroom, het Lido-theater en de Folies Bergère.
In 1958 werd Ariën directeur van het Amerikaans Theater in Brussel, opgericht ter gelegenheid van de Expo 58. In datzelfde jaar organiseerde hij het eerste Internationale Theaterfestival in Antwerpen, een organisatie waarover hij tot in 1975 de leiding had. In 1966 stichtte hij mee het Antwerps Theatercentrum en lanceerde het idee om theater- en concertpubliek aan te trekken via cultuurcheques die bedrijven zouden kopen voor hun personeel. In hetzelfde jaar werd Ariën co-directeur van de Arenbergschouwburg.

## De Philharmonie van Antwerpen
Toen hij voor de Europese tournee in 1954-1955 van de musicalversie van Porgy and Bess, een voorstelling naar de Hippodroom in Antwerpen haalde, kon hij die productie maar inhuren indien hij zelf voor een orkest zorgde van een vijftigtal muzikanten. Dit was de aanzet om aan de uitbouw van een bestendig professioneel orkest te werken. Met de hulp van de Antwerpse componisten-dirigenten Jef Maes en Steven Candael - beiden bij de stichting betrokken - werd aan de repetities begonnen en de Antwerpse Philharmonie (1955) gaf op 10 december 1956 haar eerste concert. J.A. Zwijsen werd de eerste orkestregisseur en vanaf 1958 kon Ariën rekenen op de Nederlandse dirigent Eduard Flipse om het orkest verder uit te bouwen. Voor de organisatie van de concerten richtte hij einde 1957 de Philharmonische vereniging van Antwerpen op. Ariën bleef in de leiding van dit orkest tot na de oprichting in 1983 van de nieuwe vzw De Filharmonie van Vlaanderen waarbij hij niet langer deel zou uitmaken van de nieuwe Raad van Bestuur.

## Film
Ariën oriënteerde zich naar de filmproductie toen zijn organisatiebureau begon te lijden onder de politieke gebeurtenissen in Duitsland. Na de machtsovername door de Nationaal socialisten verminderden de mogelijkheden om Duitse gastproducties naar België te halen. Enerzijds omdat een aantal van de Duitse impresarii met wie hij samenwerkte waren geëmigreerd, en anderzijds omdat in België de publieke belangstelling voor Duitse producties sterk was afgenomen. In die omstandigheden richtte hij met enkele medewerkers in 1939 de productie- en distributiefirma C.I.F. op (Compagnie Internationale du Film). Ariën was gedelegeerd-bestuurder van C.I.F. van 1939 tot 1956.
Ariën wilde ook zelf films regisseren en had voor de oorlog al enkele operettes geregisseerd in de Empire-schouwburg, onder meer de Circusprinses van Emmerich Kálmán. Vlak na de oorlog bracht hij dan zijn eerste (en enige) film Baas Gansendonck uit (1945), waarin Luc Philips zijn debuut maakte als filmacteur. Hoewel de film goed werd onthaald was hij toch verlieslatend en is Ariën niet tot een regelmatige filmproductie gekomen. Na de Tweede Wereldoorlog kwamen bovendien de Amerikaanse en Britse films op de Belgische markt, zodat het bestendigen van een zelfbedruipende Vlaamse productie erg problematisch was geworden.